# Bob Boucher
Robert "Bob" Boucher (nascido em 12 de junho de 1943) é um ex-ciclista canadense. Ele representou o Canadá nos Jogos Olímpicos de Verão de 1968, na Cidade do México.